# 福興宮 (臺北市大安區)
福興宮，位於台灣台北市延吉街，為主祀福德正神之道教廟宇。該廟宇興建於1951年，為位於台北大安區的中小型傳統建築廟宇。另外，該廟宇的組織型態為管理委員會制，祭典日期則是每年農曆之八月十五。